# Laroya
Laroya – gmina w Hiszpanii, w prowincji Almería, w Andaluzji, o powierzchni 21,66 km². W 2011 roku gmina liczyła 170 mieszkańców.